# Simon de Waal (schrijver)
Simon de Waal (Amsterdam, 1961) is een Nederlands auteur en scenarist voor televisie en film. Daarnaast werkt hij parttime als rechercheur bij de Amsterdamse politie.

## Biografie
Na zijn opleiding aan het Spinozalyceum ging hij in 1979 werken voor de politie in zijn geboortestad Amsterdam als politieagent. In 1986 is hij opgeklommen tot rechercheur in de binnenstad, waar hij tegenwoordig nog steeds werkt als rechercheur Zware Criminaliteit. Nadat hij in 1991 was gevraagd als adviseur bij de televisieserie Kats en Co te werken, kreeg hij interesse voor het scenarioschrijven. Zijn ervaringen als rechercheur geven zijn scenario's vaak een zeer realistisch gevoel. Hij heeft onder andere scenario's geschreven voor televisieseries als Baantjer, Unit 13, Grijpstra & De Gier, Spangen en Russen.
Voor zijn scenario van de film Lek kreeg hij in 2000 (met Jean van de Velde) een Gouden Kalf voor het beste scenario.
In 2001 richtte hij zijn eigen film- en televisieproductiemaatschappij op: Screenpartners. Zijn doorbraak in Engeland volgde toen hij contact kreeg met de bekende Engelse misdaadschrijfster Lynda La Plante, met wie hij een aflevering schreef voor de serie The Commander.
In 2005 produceerde hij samen met Shooting Star Filmcompany de televisieserie Boks voor televisiezender Talpa.
Hij schreef het scenario voor de speelfilm Kapitein Rob en het geheim van professor Lupardi die in november 2007 in de bioscopen verscheen.
In 2005 verscheen zijn eerste boek, de thriller Cop vs. Killer. Het boek werd lovend ontvangen en genomineerd voor beste thriller in Nederland (Gouden Strop) en België (De Diamanten Kogel). In 2007 verscheen de opvolger, genaamd Pentito.
Dit boek is gebaseerd op ware gebeurtenissen omtrent een Italiaans lid van de maffia, die in Nederland verklaringen aflegt.
Het boek kreeg na het verschijnen lovende recensies en werd net als zijn vorige boek genomineerd voor de Gouden Strop, als beste thriller van 2008. 
In september 2008 won De Waal de belangrijkste literatuurprijs voor misdaadverhalen in België, de Diamanten Kogel, met zijn boek Pentito.
De door De Waal geschreven en door Bobby Boermans geregisseerde serie Het Gouden Uur, eerder uitgezonden door AvroTros, werd aangekocht door Netflix en daarna in 2023 een wereldwijd succes, met top tien noteringen in vele landen. De serie won een Rockie Award als 'Beste non-English series' op het prestigieuze Banff World Media Festival in Canada.
In 2024 schreef de Waal het scenario voor de film iHostage, die ook door Bobby Boermans geregisseerd werd, in opdracht van Netflix. De film was vanaf 18 april 2025 op Netflix te zien in 180 landen. De film behaalde binnen enkele dagen de eerste plek in 82 landen.

#### Baantjer en de Waal
In mei 2009 verscheen Een Rus in de Jordaan, een boek dat De Waal samen met Appie Baantjer had geschreven onder de schrijversnaam 'Baantjer en De Waal'. Het werd met lovende recensies ontvangen en vond een plaats hoog in de spannings-top tien. Uiteindelijk kwam het boek op nummer 68 van de 100 best verkochte boeken van 2009. In april 2010 verscheen het tweede boek van Baantjer en De Waal, getiteld Een lijk in de kast. In oktober 2010, twee maanden na het overlijden van Appie Baantjer, verscheen het derde deel: Een dief in de nacht. Simon de Waal continueerde de reeks onder de naam 'De Waal en Baantjer'. Er zijn inmiddels 12 delen verschenen.
In september 2011 startten de opnamen van de telefilm Cop vs Killer, naar het eerste boek dat De Waal in 2005 uitbracht. De film zou oorspronkelijk geregisseerd worden door Hans Pos, maar toen die na vier draaidagen ziek werd, vroeg de producent aan De Waal of deze de regie op zich wilde nemen. De opnamen waren medio oktober 2011 gereed. Deze telefilm is in 2012 uitgezonden bij de AVRO.

## Auteur
- 2004 - De zaak Van Riessen gelegenheidsuitgave bij het afscheid van Joop van Riessen van de Amsterdamse politie
- 2005 - Cop vs Killer
- 2006 - Boks serie boeken n.a.v. de televisieserie.
- 2007 - Pentito
- 2008 - Een Rus in de Jordaan samen met Appie Baantjer
- 2010 - Een lijk in de kast samen met Appie Baantjer
- 2010 - Een dief in de nacht postuum samen met Appie Baantjer
- 2011 - Een Schot in de Roos
- 2011 - Een rat in de val
- 2012 - Een mes in de rug
- 2012 - Een licht in de duisternis
- 2013 - Een wolf in schaapskleren
- 2013 - Een tip van de sluier
- 2014 - Een tien met een griffel - Jubileumeditie
- 2014 - Een kuil voor een ander
- 2015 - Bureau Raampoort, deel 1
- 2016 - Nemesis
- 2016 - Vector (geschenkboek Spannende Boekenweken)
- 2019 - Systema

## Scenarist
- 1995-2006 - Baantjer - Televisie
- 1996-1998 - Unit 13 - Televisie
- 2004-2007 - Grijpstra & De Gier - Televisie
- 1999-2006 - Spangen - Televisie
- 2000 - Lek - Film - Gouden Kalf Beste scenario
- 2000-2004 - Russen - Televisie
- 2002 - Bella Bettien - TeleFilm
- 2003 - The Commander - Televisie 1 aflevering
- 2006-2007 - Boks - Televisie
- 2007 - Kapitein Rob - Film
- 2012 - Cop vs Killer - Telefilm
- 2014 - Bureau Raampoort - televisie
- 2014 - Smeris - televisie
- 2015 - Noord Zuid (televisieserie) - televisie
- 2017 - De Vlucht (tv miniserie)
- 2022 - Het gouden uur - televisie
- 2022 - Sleepers - televisie
- 2025 - iHostage - film

## Regie
- 2012 - Cop vs Killer

## Prijzen
- 2000 - Gouden Kalf Beste scenario - Lek
- 2005 - nominatie Gouden Strop beste thriller - Cop vs Killer
- 2005 - nominatie Diamanten Kogel - Cop vs Killer
- 2008 - nominatie Gouden Strop beste thriller - Pentito
- 2008 - winnaar Diamanten Kogel - Pentito
- 2017 - nominatie Gouden Strop - Nemesis
- 2017 - nominatie Diamanten Kogel - Nemesis